# Pomocne
Pomocne (niem. Pombsen) – wieś w Polsce położona w województwie dolnośląskim, w powiecie jaworskim, w gminie Męcinka, na Pogórzu Kaczawskim (Pogórzu Złotoryjskim) w Sudetach.
W latach 1954-1972 wieś była siedzibą gromady Pomocne. W latach 1975–1998 miejscowość administracyjnie należała do województwa legnickiego.

## Nazwa
Nazwa miejscowości nawiązuje do funkcji osiedla, której mieszkańcy pełnili posługi dla załogi leżącego nieopodal zamku na Górzcu oraz zobowiązani byli do „stróży”. Według Heinricha Adamy'ego nazwa wywodzi się od polskiego określenia "pomoc". W swoim dziele o nazwach miejscowości na Śląsku wydanym w 1888 roku we Wrocławiu jako najstarszą nazwę wymienia Pomozin podając jej znaczenie "Dorf der Helfer (Gehulfen)" czyli w języku polskim "Wieś pomocników, pomocy". Nazwa została później fonetycznie zgermanizowana na Pombsen i utraciła swoje pierwotne znaczenie.
Pierwsza wzmianka o miejscowości pochodzi z 1203 roku gdzie wymieniana jest jako „Pomozin”. Z 1335 roku pochodzi natomiast informacja o kościele ecclesia de Poczin.

## Położenie
Wieś położona jest na Pogórzu Kaczawskim (Pogórzu Złotoryjskim), rozciągnięta na długości 4 km wzdłuż potoku Wilcza, na wys. 320–420 m n.p.m., ok. 14 km na zachód od Jawora.

## Budowa geologiczna
Podłoże zbudowane jest ze staropaleozoicznych skał metamorficznych należących do metamorfiku kaczawskiego. Są to fyllity, łupki serycytowe i łupki kwarcowe oraz zieleńce, łupki zieleńcowe. Utwory te przecięte są intruzjami trzeciorzędowych bazaltów, które budują m.in. wzgórza Czartowska Skała i Górzec oraz tworzą niewielkie wychodnie na północny wschód od wsi. Starsze skały przykryte są różnej grubości warstwą kenozoicznych glin i gleby. W dolinie Wilczy występują osady rzeczne.

## Zabytki
Do wojewódzkiego rejestru zabytków wpisane są obiekty:
- kościół par. pw. św. Marcina, z XIV w., przebudowany 1772 r., restaurowany 1963 r. Wnętrze barokowe m.in. obraz Michała Archanioła, stacje Drogi Krzyżowej[10]
- cmentarz parafialny
- aleja lipowa, do kościoła, z XVIII w.
- dom nr 106, szachulcowy, z l. 1803-1827

## Ochrona przyrody
Wieś położona jest w obrębie Parku Krajobrazowego Chełmy.